# Johannes Fabry
Johannes Fabry   (Jülich, 1 de juny de 1860 - Dortmund, 29 de juny de 1930) va ser un dermatòleg alemany.

## Biografia
Va estudiar medicina a les universitats de Berna i Berlín, i es va doctorar el 1886. Després de graduar-se, es va formar en dermatologia amb Joseph Doutrelepont a la Universitat de Bonn i amb Hugo Ribbert a Zuric. De 1889 a 1929 va ser el director mèdic de la Clínica dermatològica de l'hospital municipal de Dortmund, que sota la seva direcció es va convertir en un centre líder en dermatologia.
El seu nom està associat a la "malaltia de Fabry", una malaltia metabòlica hereditària rara caracteritzada per lesions cutànies telangiectàtiques, insuficiència renal i trastorns del sistema cardiovascular, gastrointestinal i nerviós central. El 1898 va descriure les característiques dermatològiques de la malaltia en un nen de 13 anys, anomenant l'afecció "púrpura hemorràgica nodularis". La malaltia també s'anomena "malaltia d'Anderson-Fabry", anomenada així per mèrit conjunt amb el cirurgià britànic William Anderson, que independentment de Fabry, va estudiar i descriure la progressió de la malaltia durant gairebé 20 anys en un pacient de 39 anys.

## Obres seves relacionades amb la malaltia de Fabry
- Ein Beitrag zur Kenntnis der Purpura haemorrhagica nodularis (Purpura papulosa haemorrhagica Hebrae). Archiv für Dermatologie und Syphilis, Berlín, 1898, 43: 187-200.
- Ueber einen Fall von Angiokeratoma circumscriptum am linken Oberschenkel. Dermatologische Zeitschrift, 1915, 22: 1-4.
- Zur Klinik und Ätiologie der Angiokeratoma. Archiv für Dermatologie und Syphilis, Berlín, 1916, 123: 294-307.
- Weiterer Beitrag zur Klinik des Angiokeratoma naeviforme (Naevus angiokeratosus). Dermatologische Wochenschrift, Hamburg, 1923, 90: 339.[5]